# Кауфман, Александр Аркадьевич
Алекса́ндр Арка́дьевич Ка́уфман (12 марта 1864, Берлин — 18 мая 1919, Петроград) — русский экономист, статистик, автор работ по вопросам землепользования и землевладения в Сибири, аграрным общинам, переселенческим вопросам, статистике. Один из лидеров Конституционно-демократической партии.

## Биография
В автобиографии А. А. Кауфман указывает, что родился 12 марта 1864 года в городе Берлине в еврейской религиозной семье выходцев из Гродно. В другом источнике указано, что родился он 18 (30) апреля 1864 года.
Учился сначала в немецкой школе Видемана (до 1875 года), потом в «филологической гимназии» при Санкт-Петербургском филологическом институте (окончил в мае 1881 года с золотой медалью) и на юридическом факультете Санкт-Петербургского университета (также с золотой медалью).
В 1887—1906 служил в Министерстве государственных имуществ. Работал в службе по поземельному устройству крестьян. До 1890 года исследовал хозяйственный быт крестьян Тобольской и Томской губерний.
С 1 ноября 1889 года состоял действительным членом Императорского Русского географического общества. В 1891 был награждён Большой золотой медалью по отделению этнографии и статистики Русского географического общества.
В 1905 по поручению Н. Н. Кутлера составил проект закона о дополнительном наделении крестьян землёй за счёт выкупа части помещичьей земли по рыночной стоимости. После провала проекта в январе 1906 вышел в отставку и присоединился к Конституционно-демократической партии, разрабатывал её аграрный проект.
Преподавал в Демидовском женском коммерческом училище и гимназии М. Н. Стоюниной в Санкт-Петербурге, приват-доцентом в Московском университете (1907). Профессор по кафедре статистики в Санкт-Петербургских сельскохозяйственных курсах.
Участвовал в издании «Северного вестника». Печатался в «Юридическом вестнике», Русской мысли, «Речи», «Полярной звезде», Русском богатстве, «Сибири», Русских ведомостях, «Archiv fur soziale Gesetzgebung und Statistik» и других изданиях.
В 1908 году защитил в Московском университете представленное им для соискания степени магистра политической экономии сочинение «Переселение и колонизация». По итогам слушаний, помимо степени магистра, было присвоено звание доктора политической экономии.
В 1917 году являлся кандидатом в члены Учредительного собрания от партии народной свободы от Тобольской губернии.
В трактовке аграрного вопроса исходил из мальтузианских посылок о наступлении «земельного утеснения» в силу естественного прироста населения. Считал, что никакое расширение крестьянского землевладения не может радикально улучшить положение крестьян. В 1917 г. принимал активное участие в работе Главного земельного комитета по составлению проекта буржуазной аграрной реформы. Выступал против конфискации помещичьей земли, но за выкуп части помещичьих имений «по справедливой оценке» на основе рыночной стоимости земли. После Октябрьской революции принимал участие в работе центральных статистических учреждений.
Александр Аркадьевич Кауфман умер 18 мая 1919 года. Похоронен на Преображенском еврейском кладбище.

## Труды
Книги
- Крестьянская община в Сибири по местным исследованиям 1886—1892 гг. (СПб, 1897),
- Переселение и колонизация. А. А. Кауфман. Типография товарищества «Общественная польза». Санкт-Петербург. 1905 Архивная копия от 4 мая 2017 на Wayback Machine.
- Теория и методы статистики. (М., 1912; Tubingen, 1913, на немецком языке),
- Крестьянское землепользование и хозяйство Тобольской и Томской губерний (редактор и составитель, СПб, 1894).
- Статистическая наука в России: Теория и методология: 1806—1917. Архивная копия от 15 ноября 2018 на Wayback Machine — М., 1922. — 218 с.
- Сибирское переселение на исходе XIX века. Историко-статистический очерк. А. А. Кауфман. Типография В. Киршбаума. Санкт-Петербург. 1901.
- К вопросу о причинах и вероятной будущности русских переселений. А. А. Кауфман. Товарищество типографии А. И. Мамонтова. Москва. 1898.
- Материалы по вопросу о колонизационной вместимости Приамурского края. А. Кауфман. 1904.
- Очерк способов полеводства в Ишимском округе Тобольской губернии. А. Кауфман. Санкт-Петербург. 1889.
- Община и успехи сельского хозяйства в Сибири. А. А. Кауфман. Типография Б. М. Вольфа. Санкт-Петербург. 1894.
- Отзыв действительного члена Императорского Русского географического общества — А. А. Кауфмана об исследованиях землепользования и хозяйственного быта государственных крестьян и инородцев Иркутской и Енисейской губерний. А. А. Кауфман. Типография А. С. Суворина. Санкт-Петербург. 1894.
- Отчёт старшего производителя работ Кауфмана по командировке в Тургайскую область для выяснения вопроса о возможности её колонизации. Часть 1. А. А. Кауфман. Типография В. Безобразова и Ко. Санкт-Петербург. 1896.
- Материалы для изучения экономического быта государственных крестьян и инородцев Западной Сибири. Выпуск 5. Экономический быт государственных крестьян Ишимского округа Тобольской губернии. Часть 2. Исследование А. А. Кауфмана. Типография Я. И. Либермана. Санкт-Петербург. 1889.
- Материалы для изучения экономического быта государственных крестьян и инородцев Западной Сибири. Выпуск 9. Экономический быт государственных крестьян и оседлых инородцев Туринского округа Тобольской губернии. Часть 1. Отдел 1. Исследование А. А. Кауфмана. Типография Я. И. Либермана. Санкт-Петербург. 1890.
- Материалы для изучения экономического быта государственных крестьян и инородцев Западной Сибири. Выпуск 11. Экономический быт государственных крестьян и оседлых инородцев Туринского округа Тобольской губернии. Часть 1. Отдел 2. Исследование А. А. Кауфмана. Типография Я. И. Либермана. Санкт-Петербург. 1891.
- Материалы для изучения экономического быта государственных крестьян и инородцев Западной Сибири. Выпуск 13. Экономический быт государственных крестьян и оседлых инородцев Туринского округа Тобольской губернии. Часть 2. Исследование А. А. Кауфмана. Типография Я. И. Либермана. Санкт-Петербург. 1891.
- Материалы для изучения экономического быта государственных крестьян и инородцев Западной Сибири. Выпуск 18. Экономический быт государственных крестьян восточной части Томского округа и северо-западной части Мариинского округа Томской губернии. Том 1. Исследование А. А. Кауфмана. Типография Я. И. Либермана. Санкт-Петербург. 1892.
- Материалы для изучения экономического быта государственных крестьян и инородцев Западной Сибири. Выпуск 18. Экономический быт государственных крестьян восточной части Томского округа и северо-западной части Мариинского округа Томской губернии. Том 2. Исследование А. А. Кауфмана. Типография Я. И. Либермана. Санкт-Петербург. 1892.

Публикации
- Влияние переселенческого элемента на развитие сельского хозяйства и общинной жизни в Западной Сибири. А. Кауфман // «Северный вестник». № 4. 1891.
- Земельные отношения и общинные порядки в Забайкалье по местным исследованиям 1897 года. А. Кауфман // «Сибирский сборник». Выпуск 2. Иркутск. 1900.
- К пересмотру основных понятий политической экономии. А. Кауфман // «Вестник Европы». Книга 9. Сентябрь. Санкт-Петербург. 1913.
- Колонизация Сибири в настоящем и будущем А. А. Кауфман // Сибирские вопросы: периодический сборник. № 1. 1905. Томск.
- Нужды окраин в сельскохозяйственных комитетах. А. Кауфман // «Вестник права». Книга 6. Июнь. Санкт-Петербург. 1905.
- Общинные порядки. А. Кауфман // «Алтайский сборник». Выпуск 1. Барнаул. 1894.
- Очерк общинных порядков Ишимского округа, Тобольской губернии. А. Кауфман // «Русская мысль». Год одиннадцатый. Ноябрь. Москва. 1890. С. 12-38.
- Переселение: мечты и действительность. А. Кауфман // «Народное право». № 8. Москва. 1906.
- Сибирские вопросы в сельскохозяйственных комитетах 1902 года. А. А. Кауфман // Сибирские вопросы: периодический сборник. № 1. 1905. Томск.
- Сложные формы землевладения в Сибири по местным исследованиям 1887—1892 годов. А. Кауфман // Известия Восточно-Сибирского отделения Русского географического общества. Том XXVI. 1896.
- Современное народничество и аграрная эволюция. А. А. Кауфман // «Русская мысль». Книга 5. Москва. 1911.
- Чем должна быть 2-я всероссийская перепись. А. Кауфман // «Вестник Европы». Книга 3. Март. Санкт-Петербург. 1914.